# دهره
دهره (به آلمانی: Dähre) یک شهر در آلمان است که در التمارکریز سالزودل واقع شده‌است. دهره ۱٬۶۵۳ نفر جمعیت دارد.